# Sámánság a magyarok között
A magyar népi népi műveltség, különösen a folklórkincs egyes sajátos vonásainak eredetére magyarázatot adhat az, ha bennük sámánizmus maradványait látjuk. Ez a magyar nép és más népek néprajzi adatainak összehasonlító elemzésével mutatható meg. Megfelelő forráskritikával egyes régi írásos emlékeket is fölhasználhatunk (pl. boszorkányperek iratait). A kutatáshoz mindenképp közvetett eszközökre kell támaszkodni, sokféle forrást megragadva. A környező Kárpát-medencei népek, nyelvrokon népeink, valamint a magyar őstörténetben szerepet játszó földrajzi területeken ma élő különböző népek megfelelő néprajzi adatait összevetve megállapítható, hogy a magyar népi kultúra samanisztikus emlékei egyrészt az uráli népekkel való közös múlt emlékei lehetnek, másrészt a török népekkel való honfoglalás előtti együttélés korából származhatnak.

## Népmesék
A magyar népmesék egyes motívumaiban, egyes népszokásokat kísérő mondókák refrénjeiben, szokások egyéb sajátos vonásaiban őrződtek meg olyan hiedelmek, amelyek rokonnépeink sámán-képzeteihez viszonyíthatóak.
Egyes népmeséink motívuma, az égig érő fa és a „táltos fája” is samanisztikus emlék. Bár az uráli népek „világfa”, „életfa” képzetének vannak hasonlatosságai a más népekenél is ismert világfa, világoszlop képzettel, de sok egyedi vonása is van (ágai közt vannak az égitestek (magyar példa is van); élő fa, nemcsak oszlop). A sámán fája (amelyet szertartások, esetleg beavatás során mászik meg) képzete is hatott rá. Samanisztikus hiedelemek mellett a kettős lélek elképzelése is kötődhetik hozzá: egyes szibériai népek képzete szerint  a fa ágán madarak ülnek, ezek árnyéklelkek, és a sámán dolga lehozni őket a földre, esetleg a madár éppen a sámán szabad lelke.

## Hiedelemvilág
A néprajzi gyűjtésekben megjelennek különleges képességű emberek is (tudós pásztor, táltos): múltbeli, nem látott eseményeket képesek elmondani (gyilkosság vagy baleset körülményei), elveszett tárgyak helyét megtudni, időjárásra hatással lenni. Különleges képességű embereket az európai folklór is ismer, de a magyar anyagban olyan sajátos élmények kötődnek hozzájuk, amelyről egyes népek sámánjai számolnak be: fölös számú csonttal (vagy foggal) való születés, betegség lények által való elhívatás miatt, feldaraboltatás-élmény, megnövekedett képességekkel való felépülés, más sámánokal vagy lényekkel való küzdelem.

## Közös vonások más népek samanisztikus vallásával
A néprajzi adatok összehasonlító elemzése, a környező Kárpát-medencei népek folklórjával való egybevetés feltárja, hogy a szóban forgó mesék, hiedelmek, szokások egyes vonásai magyar etnikus jellegzetességek, nem pedig európai átvételek. Ugyanakkor megfelelőik föllelhetőek nyelvrokonaink múltjában és egyes szibériai népek egykori vagy máig fennmaradt samanisztikus gyakorlatában.

### Uráli népek
A magyar nyelv az uráli nyelvcsalád tagja, amelybe egyrészt a szamojéd nyelvek, másrészt a finnugor nyelvek tartoznak. 
Egyes szamojéd népeknél egészen a modern időkig megmaradt a samanizmus. A nganaszanoknak még a 20. században is élő sámánhagyományuk volt (földrajzi elszigeteltségüknek köszönhetően), az utolsó jelentős nganaszan sámán tevékenységét film örökíthette meg az 1970-es években.

## Kritika
Tekintélyes kutatók szerint az ősmagyarok közötti sámánsággal kapcsolatos népszerű elméletek nagy része nem támaszkodik tudományos tényekre, forrásokra, hanem jószándékú kutatók és amatőrök által megalkotott képzeletbeli világ.
Pócs Éva Széchenyi-díjas néprajzkutató szerint a honfoglalás kori sámánizmus képe nagy egészében néprajzkutatók, régészek és amatőrök, áltudósok összjátékával létrejött, feltevéseken alapuló konstrukció.

„A samanizmus mind az uráli, mind az altáji népek életében fontos szerepet töltött be, ezért a magyarság nyelvi és történeti múltjának fokozatos felderítése magával hozta, hogy a magyarok pogány vallásában is keressék nyomait. Ezek a törekvések a romantika európai eszmevilágába kapcsolódtak, a nemzeti identitáskeresés jegyében, így a kutatás bizonyos szimbolikus, az identitástudatot is szolgáló ideológiai töltetet is kapott: az a törekvés élt implicite a kutatás hátterében, hogy a magyarok vallása rendelkezzék valamilyen sajátos, az európaitól megkülönböztető keleti vonással.” (Pócs Éva: „A honfoglaló magyarok világfája a kutatói illúziók fényében.”

– Pócs Éva